# Tempel van Venus en Roma

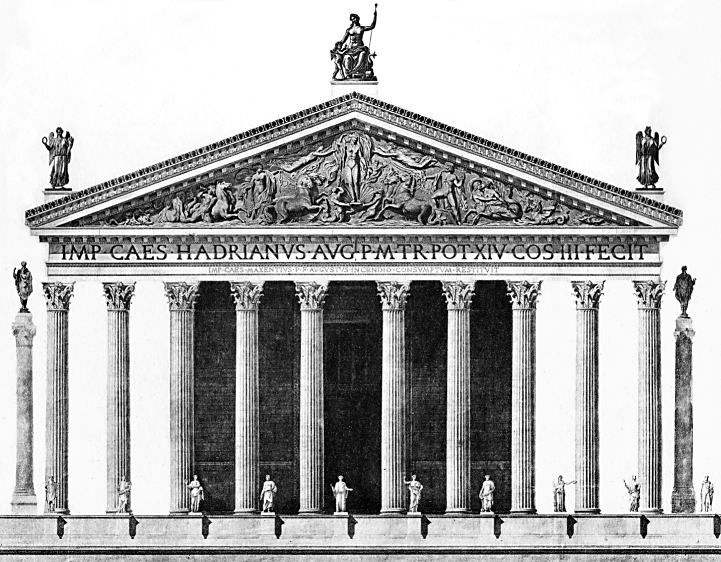
Gereconstrueerde voorzijde (gravure uit 1830)

De Tempel van Venus en Roma (Latijn: Templum Veneris et Romae) was een Romeinse tempel op de heuvel Velia in Rome.
De Tempel van Venus en Roma was de grootste tempel van Rome en was gewijd aan de godinnen Venus Felix (de gelukkige Venus) en Roma Aeterna (het eeuwige Rome). De tempel werd door keizer Hadrianus ontworpen en de bouw werd begonnen in 121. Hoewel hij reeds in 135 door Hadrianus werd ingewijd, was hij pas in 141 onder Antoninus Pius volledig voltooid.

## Dubbele tempel
De tempel van Venus en Roma bestaat uit twee symmetrische cellae (tempelkamers) die ruggelings tegen elkaar aan staan. Beide korte zijden van de tempel zijn dus de voorkant van een cella (zie plattegrond). De cella van Roma stond naar het westen gericht, met zicht op het Forum. Die van Venus stond naar het oosten en keek uit op het Amphitheatrum Flavium. Voor de bouw van de tempel, die kwam te staan op de plek van het atrium van Nero's Domus Aurea ('Het gouden huis') moest Hadrianus de Colossus van Nero, het kolossale beeld van Nero verplaatsen. (Deze kwam bij de ingang van het amfitheater te staan dat daardoor later het "Colosseum" genoemd zou worden).

## Het gebouw
De tempel was ongeveer 110 x 53 m groot en stond op een podium van 145 x 100 m. Hij had aan beide voorzijden tien witmarmeren zuilen van ongeveer 1.8 m dik. De cellae bevonden zich binnen de zuilen en hadden ieder aan de voorkant weer vier zuilen. Binnen elke cella stond tegen de gemeenschappelijke achterwand een enorm beeld, een van Roma, gezeten op een troon en een van Venus, eveneens gezeten. Het gebouw was gebouwd uit baksteen en was geheel bedekt met wit marmer. Binnen de tempel bij de cella van Venus bevond zich nog een altaar waar nieuw getrouwde paren offers konden brengen. Dit altaar werd geflankeerd door grote zilveren beelden van Marcus Aurelius en Faustina. De beide voorzijden waren prachtig bewerkt en de tempel was de grootste en wellicht ook de schitterendste tempel van Rome.

## Apollodorus
Apollodorus van Damascus, de briljante architect die onder Trajanus veel grote gebouwen ontwierp, zou volgens de overlevering niet onder de indruk zijn geweest van de talenten van Hadrianus als ontwerper. Hij maakte een schampere opmerking over de disproportionele grootte van de beelden, die volgens hem zeker hun hoofd tegen het plafond zouden stoten als ze zouden proberen op te staan. Hadrianus liet Apollodorus verbannen en kort daarna werd hij terechtgesteld.

## Verval
Bij een ernstige brand in 307 werd de tempel verwoest en vervolgens door keizer Maxentius herbouwd. Een zware aardbeving aan het begin van de 9e eeuw verwoestte de tempel opnieuw en rond 850 liet Paus Leo IV de kerk Santa Maria Nova op de ruïnes van de tempel bouwen. Deze werd na een grondige verbouwing in 1612 omgedoopt tot Santa Francesca Romana.
Tegenwoordig zijn de fundamenten van de tempel nog duidelijk zichtbaar. In het midden van het platform staat nog een gedeelte van de gigantische betonnen nis aan de oostzijde, waar het beeld van Venus heeft gestaan. Op de plaats waar ooit de zuilen stonden zijn buxusbomen geplant.

## Restauratie
Op 11 november 2010 is de tempel na 20 jaar van restauratie weer opengegaan voor het publiek.

## Afbeeldingen

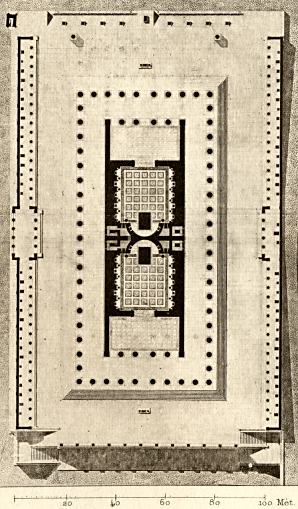
Plattegrond van de tempel
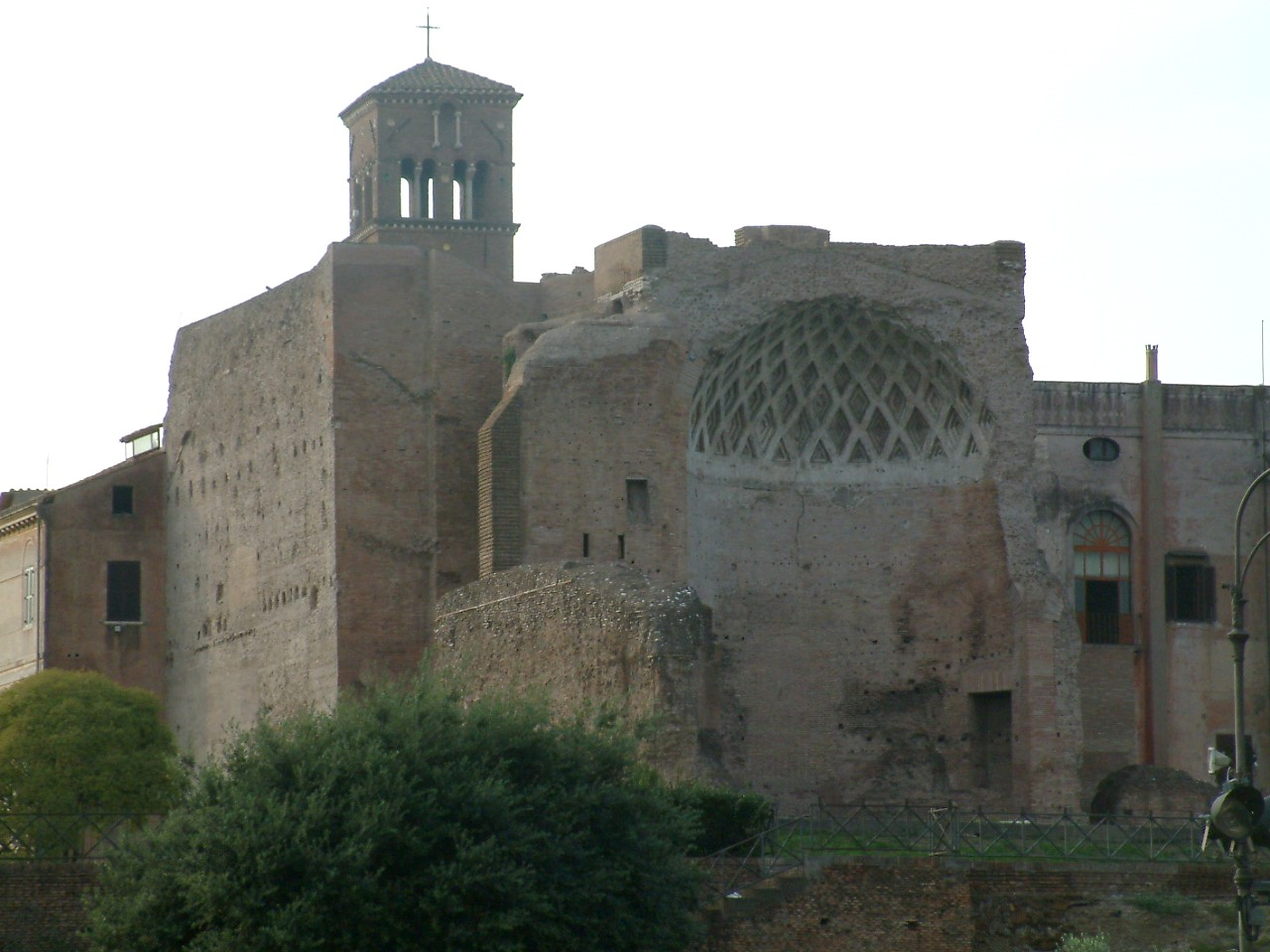
De grote apsis
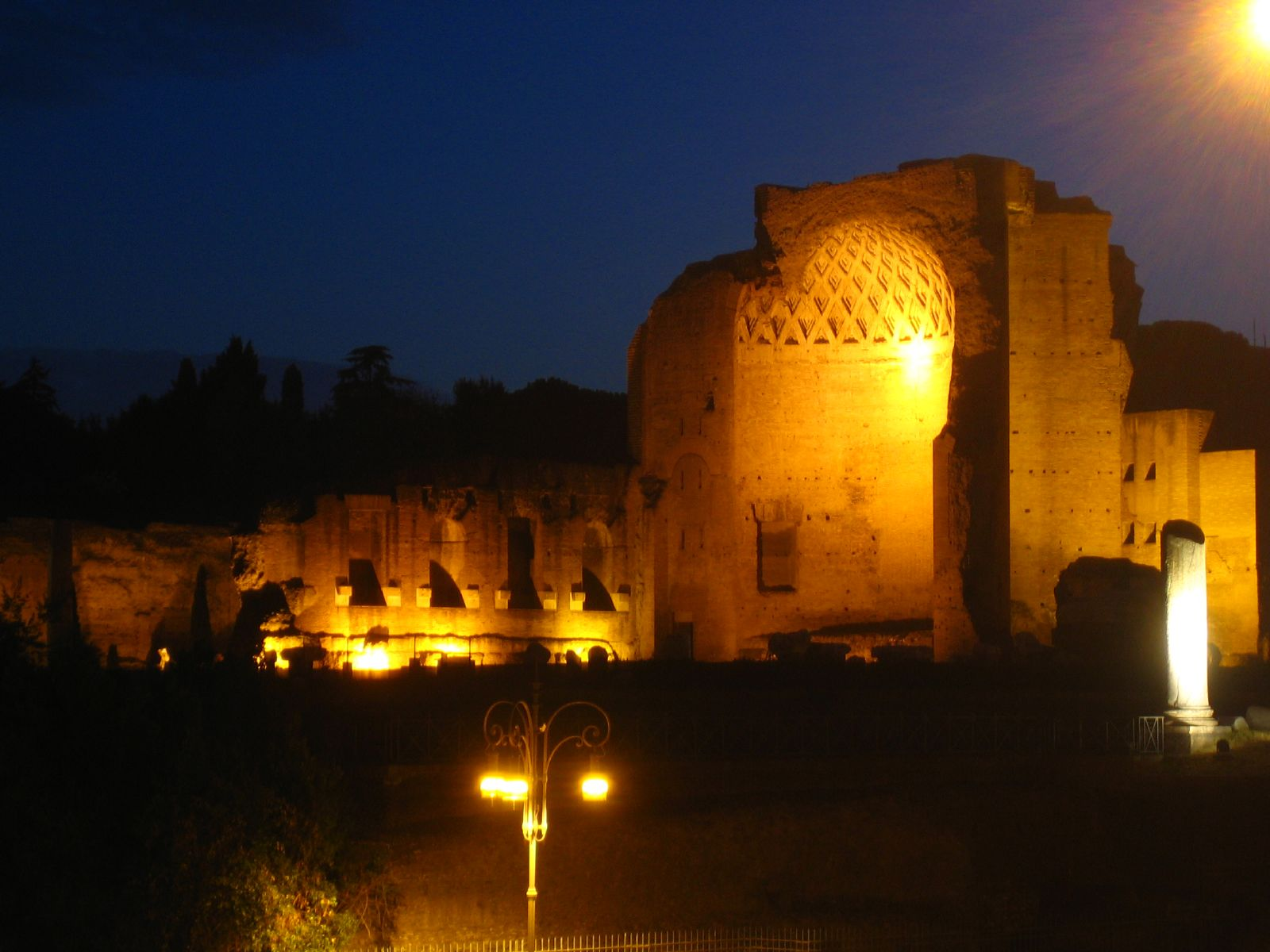
De Tempel van Venus en Rome bij avond